# Gejjiganahalli, Holenarsipur
Gejjiganahalli là một làng thuộc tehsil Hole Narsipur, huyện Hassan, bang Karnataka, Ấn Độ.